# Bobrovec
Bobrovec (Hongaars: Nagybobróc) is een Slowaakse gemeente in de regio Žilina, en maakt deel uit van het district Liptovský Mikuláš.
Bobrovec telt 1.785 inwoners.